# Hyänen

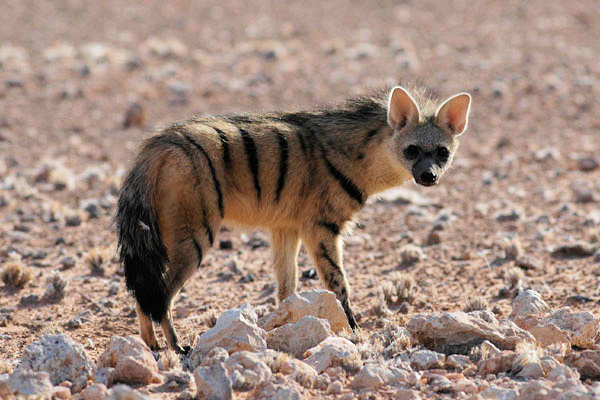
Der Erdwolf ist die kleinste Hyänenart und weicht im Bau seiner Zähne deutlich von den anderen Arten ab

Die Hyänen (Hyaenidae) sind eine Säugetierfamilie aus der Ordnung der Raubtiere (Carnivora) mit vier rezenten Arten, die in weiten Teilen Afrikas sowie im westlichen und südlichen Asien leben. Häufig ist mit dem Begriff Hyäne speziell die größte und individuenreichste Art Tüpfelhyäne gemeint, die vor allem durch ihre Rivalität zu Löwen häufig in Tierfilmen zu sehen ist.
Bei den Hyänen werden zwei Unterfamilien unterschieden. Die drei Arten der ersten, der Eigentlichen Hyänen (Hyaeninae), sind durch ein kräftiges Gebiss charakterisiert: die Tüpfel-, die Streifen- und die Schabrackenhyäne. Die Tüpfelhyäne ernährt sich vorwiegend durch aktive Jagd, während die Streifen- und die Schabrackenhyäne in erster Linie Aasfresser sind. Die monotypische zweite Unterfamilie (Protelinae) repräsentiert der Erdwolf, der sich fast ausschließlich von den Vertretern einer Termitengattung ernährt, und dessen Backenzähne deswegen stark verkleinert sind. Hauptbedrohung für die Hyänen stellt die Bejagung durch den Menschen dar.

## Merkmale

### Allgemeiner Körperbau und Fell
Die Kopf-Rumpf-Länge beträgt 55–160 cm, der Schwanz ist mit 20–40 cm relativ kurz. Die Schulterhöhe misst 45–81 cm, die Vorderbeine sind länger und kräftiger gebaut als die Hinterbeine, was die Ursache für den bei allen Hyänenarten typischen, schräg nach hinten abfallenden Rücken darstellt. Die Weibchen der Tüpfelhyänen, der größten Art, sind rund 10 % größer als die Männchen; bei den anderen Arten gibt es keinen signifikanten Geschlechtsdimorphismus hinsichtlich der Größe. Die Eigentlichen Hyänen wiegen 26–55 kg, wobei einzelne Tüpfelhyänen bis zu 86 kg erreichen; der Erdwolf ist mit 8–14 kg die bei weitem kleinste und leichteste Art. Hyänen haben an Vorder- und Hinterbeinen vier Zehen, außer dem Erdwolf, der an den Vorderbeinen je einen Zeh mehr aufweist. Die Pfoten tragen stumpfe, nicht einziehbare Krallen.
Die Deckhaare sind rau, mit Ausnahme der Tüpfelhyäne besitzen alle Arten eine lange Rückenmähne, die sich von den Ohren bis zum Schwanz erstreckt. Diese Mähne kann aufgerichtet werden, wodurch das Tier größer erscheint. Beim Fell der einzelnen Arten zeigen sich verschiedene Brauntöne, die Tüpfelhyäne ist gefleckt, die Streifenhyäne und der Erdwolf sind gestreift, nur die Schabrackenhyäne ist weitgehend einfarbig. Der Schwanz ist buschig.
Die Weibchen haben ein bis drei Paare Zitzen, den Männchen fehlt – im Unterschied zu den meisten anderen Raubtieren – der Penisknochen (Baculum). Weibliche Tüpfelhyänen weisen eine unter den Säugetieren einmalige Maskulinisierung („Vermännlichung“) auf: Die Clitoris ist vergrößert, die Schamlippen sind verschlossen und bilden eine hodensackähnliche Struktur. Dieser „Schein-Penis“ verhindert durch seine Lage das Paaren ohne das Einverständnis der Partnerin. Das Urinieren, die Begattung und Geburt erfolgen durch die Clitoris. Heranwachsende Streifenhyänen haben Wölbungen im Genitaltrakt, ausgewachsen zeigen sie jedoch, ebenso wie die beiden anderen Hyänenarten, keine Besonderheiten im Bau des Geschlechtstraktes. Beide Geschlechter besitzen einen gut entwickelten Analbeutel, aus dem ein Sekret abgegeben wird, das zur Reviermarkierung dient.

### Kopf und Zähne

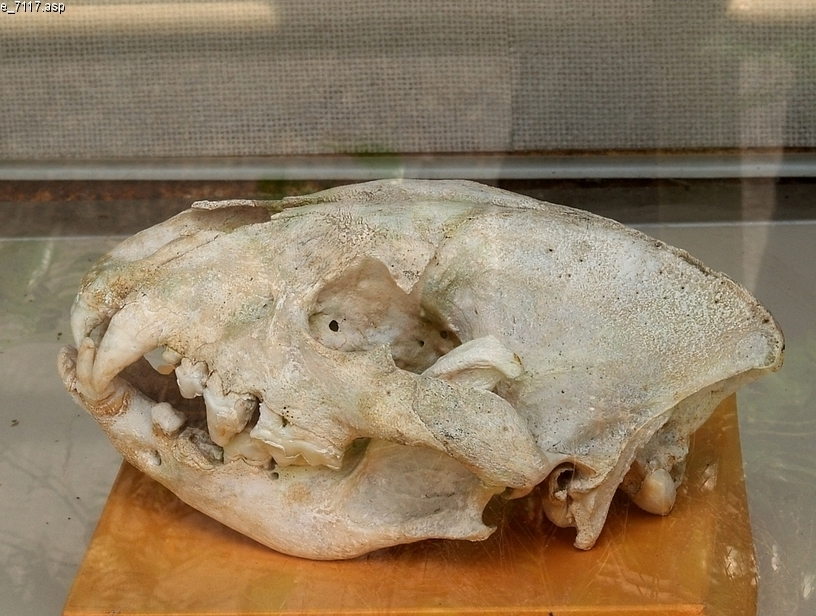
Schädel einer Tüpfelhyäne: Der gewölbte Schädel und die kräftigen Backenzähne sind typisch für die Eigentlichen Hyänen (Hyaeninae)

Diagnostische Merkmale der Hyänen finden sich im Keilbein, wo der Alisphenoidkanal fehlt, und in den Knochen der Mittelohrregion, wo der endotympanale Teil der Paukenblase klein, der ectotympanale Teil jedoch aufgebläht ist. Darüber hinaus zeigt der Bau des Schädels und der Zähne die größten Unterschiede zwischen beiden Unterfamilien: Die Eigentlichen Hyänen tragen einen wuchtigen Kopf auf ihrem kräftigen Nacken, und ihre Schnauze ist breit gebaut, der Kopf des Erdwolfs hingegen ist schlank mit zugespitzter Schnauze.
Die Schneidezähne der Hyänen sind unspezialisiert, und die äußeren sind größer als die anderen. Die Eckzähne sind vergrößert. Das Gebiss der Eigentlichen Hyänen ist kräftig. Die Prämolaren sind an das Aufbrechen von Knochen angepasst und vergrößert, besonders der dritte obere und der dritte untere Prämolar. Ihr Zahnschmelz besitzt eine komplexe Struktur, was das Zerbrechen der Zähne verhindert. Der vierte obere Prämolar und der erste untere Molar sind wie bei allen Landraubtieren zu Reißzähnen entwickelt; diese Zähne sind klingenförmig und dienen dem Zerschneiden von Fleisch. Die hinter den Reißzähnen gelegenen Molaren sind verkleinert oder fehlen völlig, dadurch bleibt für die verbleibenden Backenzähne mehr Platz: die Prämolaren werden breiter, und die Reißzähne sind so besser vor Abrieb geschützt. Die Zahnformel der Eigentlichen Hyänen besteht aus 3/3 I, 1/1 C, 4/3 P und 1/1 M, insgesamt also 34 Zähne. Die Eckzähne des Erdwolfs dienen ausschließlich der Auseinandersetzung mit Artgenossen. Die Backenzähne sind zu kleinen, weit voneinander entfernten Stiften rückgebildet, deren Anzahl variieren kann. Die Zahnformel des Erdwolfs ist 3/3 I, 1/1 C, 3/1–2 P und 1/1–2 M, insgesamt 28–32 Zähne.
Verbunden mit dem kräftigen Gebiss der Eigentlichen Hyänen ist eine starke Kaumuskulatur; der Musculus temporalis besitzt einen hohen Kamm an der Ansatzstelle am Schädel. Der gewölbte Schädel sorgt für eine bessere Umsetzung der Beißkräfte. Dank ihres außergewöhnlichen Kieferapparates können Tüpfelhyänen Beißkräfte von über 9 kN entwickeln. Sie sind in der Lage, die Beinknochen von Giraffen, Nashörnern und Flusspferden aufzubrechen, die über 7 cm Durchmesser haben. Anpassungen der Erdwölfe an die Insektennahrung bestehen aus einem breiten Gaumen mit einer breiten, spatelförmigen Zunge, die mit großen, kegelförmigen Papillen bedeckt ist.
Die Augen aller Hyänen sind mit einem Tapetum lucidum ausgestattet, was eine gute Sehleistung in der Nacht ermöglicht. Die Ohren sind groß und zugespitzt, nur bei der Tüpfelhyäne sind sie rundlich.

## Verbreitung und Lebensraum
Hyänen sind in weiten Teilen Afrikas und im westlichen und südlichen Asien beheimatet. In Afrika reicht ihr Verbreitungsgebiet vom Atlasgebirge bis nach Südafrika, sie fehlen allerdings in den reinen Wüstengebieten der Sahara und im Kongobecken. In Asien kommen sie von der Türkei und der Arabischen Halbinsel über Afghanistan bis nach Indien vor. Noch im Pleistozän waren sie über weite Teile Eurasiens verbreitet, mit Chasmaporthetes ist hingegen nur eine ausgestorbene Gattung bekannt, die auch in Nordamerika vorkam. In Südamerika und Australien gab es nie Hyänen.
In Asien kommt mit der Streifenhyäne nur eine Art vor; diese bewohnt auch das nördliche Afrika und hat somit das nördlichste Verbreitungsgebiet aller Arten. Die Tüpfelhyäne ist in weiten Teilen Afrikas südlich der Sahara beheimatet. Der Erdwolf lebt in zwei voneinander getrennten Gebieten im östlichen und südlichen Afrika, die Schabrackenhyäne bewohnt ein relativ kleines Gebiet im Süden des Kontinents.
Generell bewohnen Hyänen eher trockene Gebiete wie Halbwüsten, Savannen, Buschsteppen und felsige Bergländer; manchmal sind sie auch in Sumpfgebieten und Gebirgswäldern zu finden. Im Äthiopischen Hochland sind sie bis in 4100 m anzutreffen. Allerdings meiden sie reine Sandwüsten ebenso wie Tiefland-Regenwälder. Hyänen sind in der Regel nicht sehr wählerisch in Bezug auf ihren Lebensraum, jede der vier Arten kommt in mehreren Habitaten vor. Sie haben wenig Scheu vor Menschen und halten sich gelegentlich auch in der Nähe menschlicher Ansiedlungen auf.

## Lebensweise

### Fortbewegung und Aktivitätszeiten

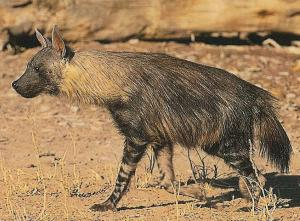
Schabrackenhyänen sind wie alle Hyänen überwiegend nachtaktiv

Hyänen sind digitigrad (Zehengänger) und halten sich ausschließlich am Boden auf. Sie können nicht auf Bäume klettern, kommen aber mit felsigem Terrain gut zurecht. Sie sind sehr ausdauernde Tiere: Schabrackenhyänen können pro Nacht mehr als 50 Kilometer zurücklegen. Alle Hyänenarten sind größtenteils nachtaktiv, nur selten gehen sie in der Dämmerung oder – im Fall der Tüpfelhyäne – auch tagsüber bei bewölktem, regnerischem Wetter auf Nahrungssuche. Tagsüber schlafen sie in Erdbauen, im Gebüsch verborgen oder auf dem Erdboden. So schlafen Erdwölfe häufig in Bauen, die sie von Springhasen oder anderen Tieren übernommen haben; manchmal legen Hyänen auch ihre eigenen Unterschlupfe an oder nehmen mit Felsspalten vorlieb. Die Tüpfelhyäne benutzt außer zur Aufzucht der Jungtiere keine Baue.

### Sozial- und Territorialverhalten
Beim Sozialverhalten gibt es eine große Vielfalt. Tüpfel- und Schabrackenhyänen leben in Gruppen, die „Clans“ genannt werden. Bei beiden Arten bilden Gruppen miteinander verwandter Weibchen den Kern eines Clans, die fortpflanzungsfähigen Männchen sind jeweils zugewandert und nicht mit den Weibchen verwandt. Das Sozialverhalten der Tüpfelhyänen ist einzigartig unter den Raubtieren: Es gleicht dem mancher Altweltaffen, etwa den Pavianen. Bei dieser Art können die Clans bis zu 80 Tiere umfassen, die sich immer wieder in kleinere Untergruppen aufteilen und wieder zusammenkommen. Die Weibchen sind dominant und etablieren eine strikte Rangordnung, wobei die Ränge erblich sind, da die Mütter ihren Töchtern dabei helfen, die gleiche Position wie sie zu erlangen. Die Männchen sind den Weibchen stets untergeordnet und ihr Gruppenrang ist umso höher, je länger sie der Gruppe angehören. Bei den Schabrackenhyänen umfassen die Clans 4–14 Tiere, es existiert je nach Lebensraum eine Varianz in der Lebensweise. Nur bei hoher Populationsdichte etablieren sich Rangordnungen; Männchen und Weibchen haben ihre jeweils eigenen Hierarchien, und beide Geschlechter sind gleichberechtigt. Bei der Streifenhyäne, der am wenigsten erforschten Art, wurden verschiedene Beobachtungen gemacht: Es gibt Berichte über einzelgängerische Tiere, über stabile Paarbindungen und über das Zusammenleben in Gruppen. Vermutlich ist das Sozialverhalten dieser Art variabel. Die Erdwölfe gehen bei der Jungenaufzucht stabile und langlebige Paarbeziehungen ein, allerdings wurden die Jungtiere häufig nicht vom aufziehenden Männchen gezeugt. Außerhalb der Paarungszeit zeigen Erdwölfe kaum Sozialverhalten: Sie bewohnen getrennte Baue und gehen getrennt auf Nahrungssuche.

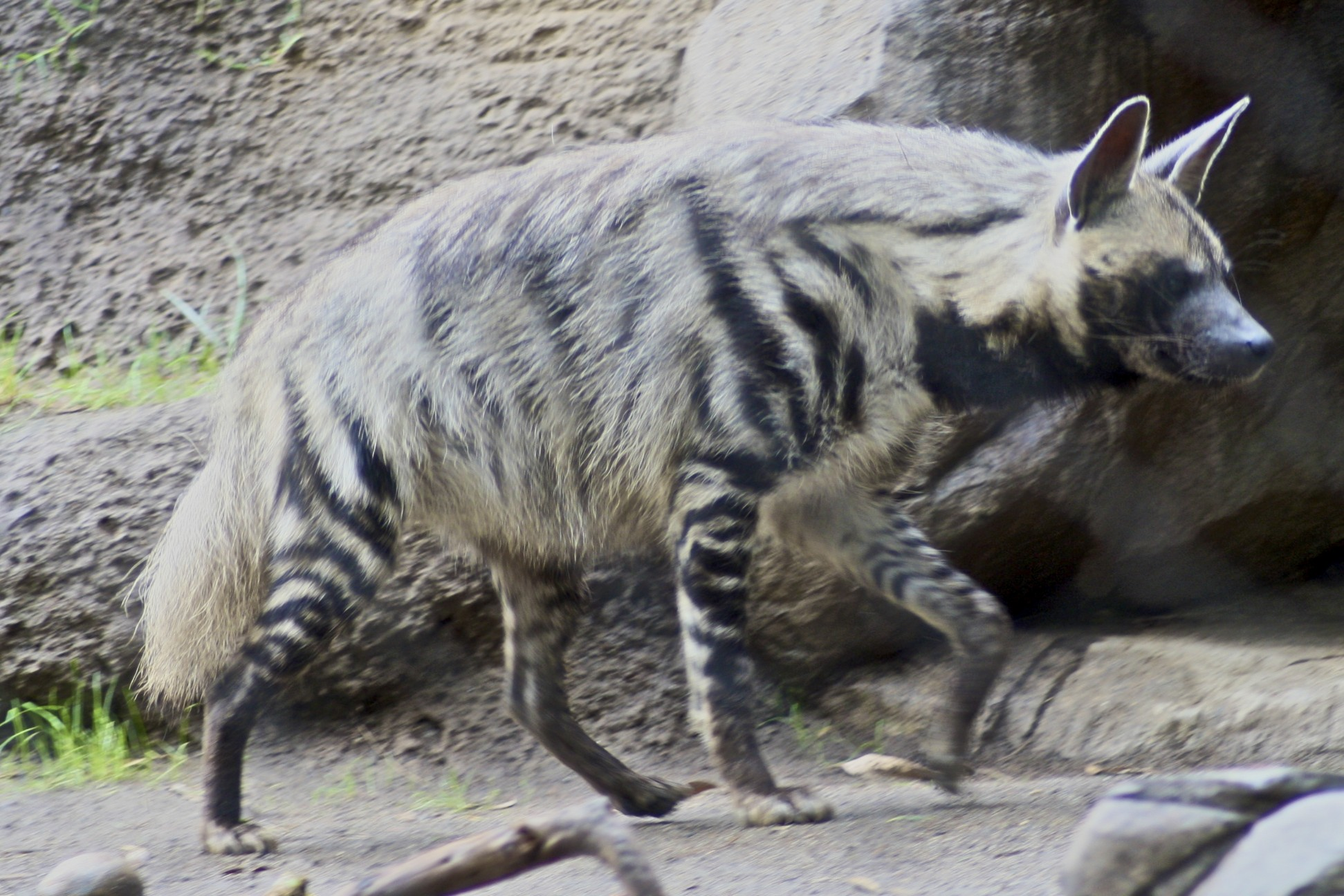
Streifenhyänen sind wie alle Hyänen territoriale Tiere

Hyänen sind territoriale Tiere, die Reviergröße hängt von der Art und dem Nahrungsangebot ab: Die Reviere der Tüpfelhyänen in den beutereichen Savannen Ostafrikas messen rund 20 km², während die Territorien von Tüpfel- und Schabrackenhyänen in den Trockengebieten des südlichen Afrika über 1000 km² groß sein können. Das Revier der Erdwölfe umfasst rund 3000 Termitenhügel und misst 1,5–4 km². Die Reviere werden mit dem streng riechenden Sekret ihrer Analbeutel markiert, welches weißlich oder gelblich gefärbt ist. Es wird in halb hockender Position auf Grasbüschel oder andere Objekte gestreift. Während Tüpfelhyänen häufig nur die Reviergrenzen markieren, bringen die anderen Arten ihre Duftspuren oft auch im Inneren des Territoriums an. Zusätzlich legen alle Arten in der Nähe der Reviergrenzen oder bei häufig begangenen Routen Kotgruben an, in die sie regelmäßig defäkieren. Trifft eine Hyäne ein gruppenfremdes Tier im eigenen Revier an, versucht sie es zu verjagen. Dabei richtet sie – mit Ausnahme der Tüpfelhyäne – ihre Rückenmähne auf und sträubt ihre Schwanzhaare, wodurch sie größer erscheint. Nützt das nichts, versucht sie den Eindringling zu vertreiben, diese Jagden enden an der Reviergrenze. Manchmal kommt es aber auch zu Kämpfen, die mit Bissen ausgetragen werden.

### Kommunikation
Da die Reviere häufig riesige Ausmaße haben und die Tiere oft allein unterwegs sind, spielt die olfaktorische Kommunikation, das heißt mittels Gerüchen, eine wichtige Rolle. Anhand des Analbeutelsekrets können Hyänen das Geschlecht, den Reproduktionsstatus und die Gruppenzugehörigkeit anderer Hyänen erkennen. Bei den Eigentlichen Hyänen gibt es ein spezielles Begrüßungsritual, das Mitglieder derselben Gruppe zeigen, wenn sie zusammenkommen: Sie schnuppern an der Nase oder am Analbeutel des anderen Tiers oder lecken dessen Rücken ab. Bei Tüpfelhyänen spielen dabei zusätzlich die erigierten Geschlechtsorgane – sowohl der Männchen als auch der Weibchen – eine Rolle, die vom gegenüberstehenden Tier beschnuppert oder beleckt werden.
Drei der vier Hyänenarten geben nur wenige Laute von sich. Bestenfalls stoßen sie Knurr- oder Kreischlaute aus, die nur über geringe Distanzen vernehmbar sind. Im Gegensatz dazu besitzt die Tüpfelhyäne ein reichhaltiges Repertoire lautlicher Kommunikation. Der am häufigsten zu hörende Laut ist ein lautes wuup, das über mehrere Kilometer hinweg wahrgenommen werden kann und der Kontaktaufnahme mit anderen Clanmitgliedern dient. Auch geben sie grunzende, weinende und muhende Laute von sich. Bekannt ist schließlich noch der Lach- oder Kicherlaut, der dem menschlichen Lachen ähnelt; er signalisiert, dass das Tier einen niedrigeren Rang akzeptiert.

### Nahrung

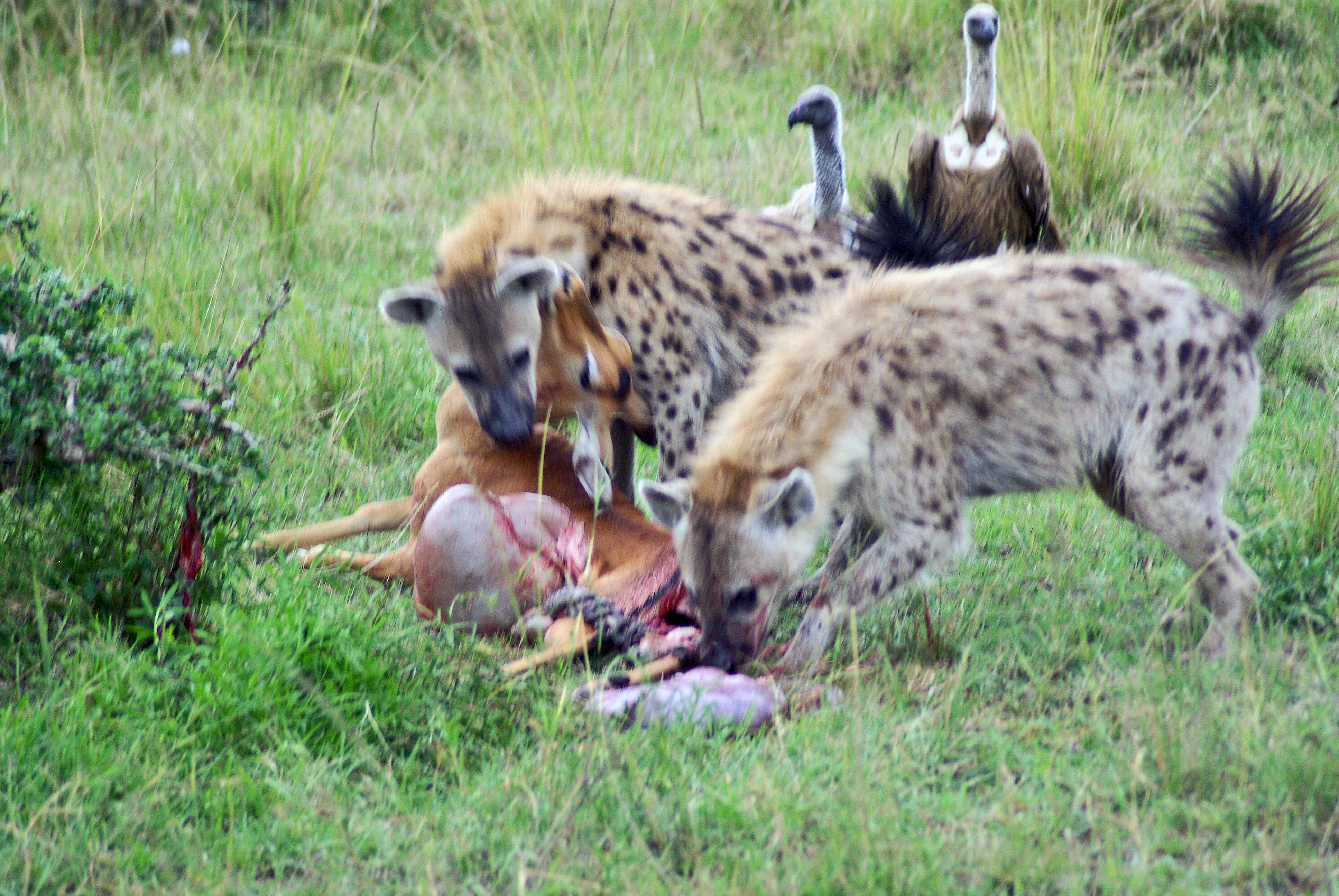
Tüpfelhyänen fressen eine Impala

Die vier Hyänenarten haben hinsichtlich der Ernährung drei verschiedene ökologische Nischen besetzt. Tüpfelhyänen sind aktive Jäger, die 60 bis 95 % ihrer Beute selbst erlegen. Sie haben eine sehr hohe Bandbreite an Beutetieren: das Spektrum reicht von Insekten bis Elefanten. Am häufigsten erlegen sie jedoch größere Huftiere, wie verschiedene Antilopen – etwa Gnus und Gazellen – oder Zebras. Sie jagen je nach Beutetier einzeln oder in Gruppen. Dabei schleichen sie sich nicht an ihre Opfer heran, sondern verlassen sich auf ihre Ausdauer. Auch die Form des Nahrungserwerbs ist flexibel: Neben selbst gejagten Tieren fressen sie auch Aas oder betreiben Kleptoparasitismus, das heißt, sie jagen anderen Fleischfressern deren Beute ab. Dies wurde bei Schakalen, Geparden, Leoparden, Afrikanischen Wildhunden, den beiden anderen Eigentlichen Hyänen sowie bei Löwen beobachtet.
Streifen- und Schabrackenhyänen sind Aasfresser, die daneben auch selbst getötete Beutetiere und pflanzliches Material verzehren. Einen Gutteil ihrer Nahrung macht das Aas größerer Wirbeltiere aus. Dank ihres kräftigen Gebisses können sie auch dicke Knochen oder Schildkrötenpanzer zerbrechen, ihr effizientes Verdauungssystem verwertet alle Körperteile eines Tiers mit Ausnahme der Haare, der Hufe und der Hörner. Die im Aas enthaltenen bakteriellen Gifte beeinträchtigen weder ihr Verdauungs- noch ihr Immunsystem. Kleine Säugetiere, Vögel und deren Eier sowie Insekten ergänzen ihren Speiseplan. Es ist unklar, in welchem Ausmaß sie selbst getötete, größere Beutetiere fressen. Sie sind keine guten Jäger, die meisten Jagden scheitern. Eine Ausnahme sind die Schabrackenhyänen der namibischen Küste, die mit großem Erfolg die dort lebenden Jungtiere der Südafrikanischen Seebären jagen.
Erdwölfe fressen nahezu ausschließlich Termiten, dabei haben sie sich auf die Tiere der Gattung Trinervitermes spezialisiert. Die Termiten dieser Gattung bewegen sich in der Nacht in großen Gruppen an der Erdoberfläche fort und werden von Erdwölfen mit deren klebriger Zunge aufgeleckt. Die Soldaten dieser Termiten sondern ein Gift ab, das für zahlreiche andere insektenfressende Säugetiere unverträglich ist, eine Ausnahme bildet unter anderem das Erdferkel. Dank ihrer Unempfindlichkeit für dieses Gift vermeiden Erdwölfe weitgehend Nahrungskonkurrenz mit anderen Tieren.
Außer den in Gruppen jagenden Tüpfelhyänen gehen Hyänen in der Regel einzeln auf Nahrungssuche, bei größeren Beutetieren oder Kadavern können jedoch mehrere Hyänen zusammenkommen und gemeinsam fressen.
Hyänen brauchen nicht zu trinken; wenn Wasser verfügbar ist, trinken sie allerdings täglich. Streifen- und Schabrackenhyänen decken ihren Flüssigkeitsbedarf mit Kürbisgewächsen und anderen Pflanzen.

### Fortpflanzung

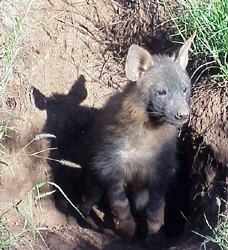
Junge Schabrackenhyäne

Das Paarungsverhalten der Hyänen ist unterschiedlich. Häufig herrscht ein promiskuitives Verhalten vor, das heißt Männchen und Weibchen pflanzen sich mit jeweils mehreren Partnern fort. Daneben findet sich bei Streifenhyänen manchmal die, bei Säugetieren seltene, Polyandrie, das heißt ein Weibchen hat mehrere männliche Paarungspartner. Auch die Wahl des Partners ist variabel: Bei Schabrackenhyänen werden gelegentlich die nomadischen Männchen, die im Gebiet des Clans ohne eigenes Revier und einzelgängerisch herumziehen, als Partner erkoren, was möglicherweise vom Nahrungsangebot abhängt. Bei Erdwölfen begattet in rund 40 % der Zeugungen nicht der Partner, mit dem das Weibchen zusammenlebt, sondern ein aggressiveres, stärkeres Männchen aus einem benachbarten Revier. Männchen der Serengetihyänen investieren viel Zeit in die Brautwerbung. Sanfte Männchen haben weit mehr Paarungserfolge als angriffslustige Geschlechtsgenossen.
Die Fortpflanzung ist in den meisten Fällen nicht saisonal, sondern kann das ganze Jahr über erfolgen. Nach einer rund 90- bis 110-tägigen Tragzeit bringt das Weibchen ein bis vier Jungtiere zur Welt, in menschlicher Obhut können es fünf sein. Der Entwicklungsgrad der Neugeborenen ist unterschiedlich: Während bei Tüpfelhyänen bei der Geburt bereits die Schneide- und Eckzähne des Milchgebisses vorhanden und die Augen geöffnet sind, sind Streifen- und Schabrackenhyänen weniger weit entwickelt und ihre Augen noch geschlossen. Neugeborene Tüpfelhyänen sind schwarz gefärbt, bei den anderen Arten gleicht die Fellfärbung der Jungtiere jener der ausgewachsenen Tiere, lediglich anstelle der Rückenmähne ist ein dunkler Aalstrich vorhanden.
Neugeborene Hyänen verbringen ihre ersten Lebenswochen in einem Bau. Bei Tüpfel- und manchmal auch bei Schabrackenhyänen gibt es Gemeinschaftsbaue, in denen die Jungtiere eines Clans gemeinsam aufwachsen. Bei den Erdwölfen bewachen die Männchen im Bau der Mutter den Nachwuchs, der nicht oder nur zum Teil von ihnen gezeugt wurde. Dies ist, soweit bekannt, einzigartig unter Säugetieren. Nach einigen Wochen beginnen die Jungtiere, die Gegend außerhalb des Baus zu erkunden. Nach einigen Monaten unternehmen sie ihre ersten Streifzüge zur Nahrungssuche, anfangs noch in Begleitung eines ausgewachsenen Tieres, später dann allein. Junge Hyänen werden relativ lang gesäugt, Eigentliche Hyänen werden erst mit 12–16 Monaten endgültig entwöhnt. Im zweiten oder dritten Lebensjahr tritt die Geschlechtsreife ein.

## Hyänen und Menschen

### Etymologie
Das Wort „Hyäne“ ist schon im Althochdeutschen als ijēna bezeugt, im Mittelhochdeutschen steht verdeutlichend hientier und später hienna. Letztlich stammt es über das lateinische hyaena aus dem griechischen ὕαινα (hýaina), das aus dem Wort ὗς (hӯs), „Schwein“, abgeleitet ist. Vermutlich wurde die Hyäne wegen ihres borstigen Rückens mit einem Schwein verglichen.

### Hyänen in der Kultur

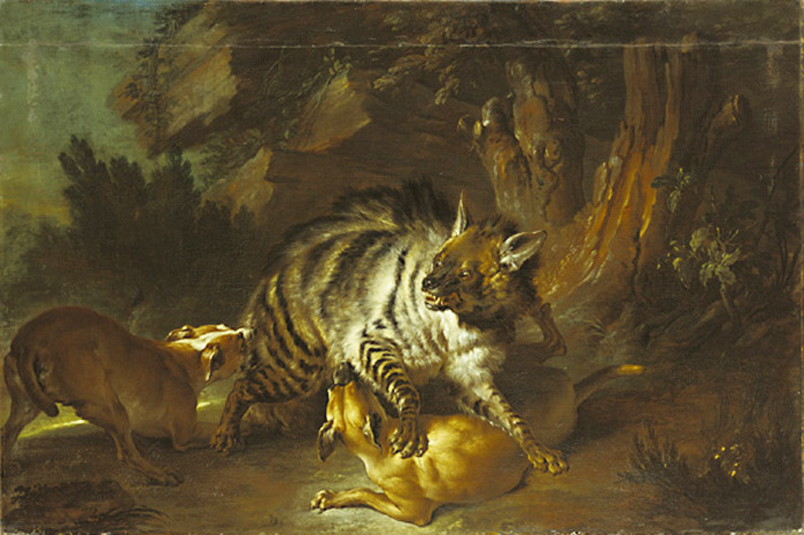
Gemälde des Kampfes einer Streifenhyäne mit zwei Haushunden

In Afrika und Asien gibt es zahlreiche Mythen über Hyänen, wobei oft nicht zwischen den einzelnen Arten unterschieden wird. In afrikanischen Erzählungen spielen sie eine ambivalente Rolle: Zum einen gelten sie als grausame und gefährliche Tiere, manchmal symbolisieren sie aber auch Kraft und Ausdauer und gelten als heilige Tiere. In der Mythologie der Tabwa aus dem östlichen Afrika hat eine Tüpfelhyäne die Sonne gebracht, um die Erde zu wärmen, in westafrikanischen Kulturen versinnbildlichen sie hingegen schlechte Eigenschaften. Den Hexen wird nachgesagt, sie ritten auf diesen Tieren, und in Riten mancher Völker werden Hyänenmasken verwendet, um die Verschlagenheit und andere Eigenschaften auf die Träger überzuleiten. Das Alter Ego zu den nachtaktiven, wilden Hyänen verkörpern in der Beziehung mit den Menschen die tagaktiven, domestizierten Hunde. In den Mythen der Beng, einer Ethnie in der Elfenbeinküste, symbolisieren Knochen das gegenpolige Verhältnis beider Tiere zum Menschen. Hunde kauen Knochen von Wildtieren, die ihnen von Menschen (freiwillig) hingeworfen werden, während Hyänen bei den Beng als Grabräuber verschrien sind, die Menschenknochen (gegen menschlichen Willen) ausgraben. Wegen ihrer den Hyänen entsprechenden magischen Fähigkeiten werden im Süden Malis der Gottheit Nya Hunde geopfert, damit diese den Kampf gegen die gefürchtete Hexerei aufnimmt. Bei den Yoruba gelten Hyänen als Symbole des Endes aller Dinge, da sie die Kadaver beseitigen, die andere Fleischfresser hinterlassen haben.
Im Nahen und Mittleren Osten gelten Hyänen als Manifestationen von Dschinn. Bei den Beduinen gibt es zahlreiche Mythen über Begegnungen mit mystischen Hyänen oder Hyänen-Menschen-Mischwesen, die kaftar genannt werden. Die Genitalien galten als Liebeszauber, die Zunge sollte ein Heilmittel gegen Tumoren sein, und auch anderen Körperteilen wurden Heilkräfte zugeschrieben; das ist bereits vom antiken Griechenland und dem alten Rom bekannt. In Afghanistan wurden Kämpfe zwischen Haushunden und Hyänen veranstaltet, um die Körperteile anschließend magischen Ritualen zuzuführen.
Schon Aristoteles schrieb in seinem Werk Historia animalium, die Hyäne liebe verfaultes Fleisch und grabe in Friedhöfen, um an Essbares zu gelangen. Er weist aber die Behauptung zurück, Hyänen seien Hermaphroditen, dieser Irrtum hielt sich allerdings bis in das 20. Jahrhundert. Auch Plinius der Ältere beschäftigt sich mit den Hyänen in seinem Werk Naturalis historia, worin er hauptsächlich die Erkenntnisse des Aristoteles wiedergibt und die Heilkräfte diverser Körperteile beschreibt. Der Physiologus, eine frühchristliche Tiersymbolik, schreibt, die Hyänen würden ihr Geschlecht wechseln können. Sie werden darum mit betrügerischen Menschen verglichen, diese Deutung wird auch in antisemitischer Weise auf die Juden angewandt, die zunächst den wahren Gott, später aber angeblich Götzen anbeteten. Dies geschieht im Barnabasbrief, einem frühchristlichen, gegen die Juden gerichteten theologischen Traktat. Dort wird in Vers 10.7 die antike Ansicht von der Zweigeschlechtlichkeit der Hyänen übernommen, um damit ein Verzehrverbot zu rechtfertigen.
Verschiedene Bestiarien des Mittelalters wiederholen diese Ansichten. Auch in verschiedenen jüngeren Werken werden Hyänen häufig negativ geschildert und der Irrtum, sie seien Hermaphroditen oder würden regelmäßig ihr Geschlecht wechseln, wiederholt. Der schlechte Ruf wird beispielsweise noch in Brehms Thierleben deutlich, so schreibt Alfred Brehm über die Tüpfelhyäne: „Unter sämmtlichen Raubthieren ist sie unzweifelhaft die mißgestaltetste, garstigste Erscheinung; zu dieser aber kommen nun noch die geistigen Eigenschaften, um das Thier verhaßt zu machen.“ Sie gelten auch heute noch als heimtückische und feige Aasfresser. Beispielsweise wurde ein aufdringliches Telefoninterview von Journalisten der Tageszeitung Österreich mit Bankräubern als „Hyänenjournalismus“ bezeichnet.

### Bedrohung
Es kommt immer wieder vor, dass Hyänen in Viehweiden eindringen und Haustiere reißen. Auch töten Tüpfelhyänen gelegentlich Menschen, beispielsweise wenn diese ungeschützt im Freien schlafen. Von der Streifenhyäne gibt es Berichte, wonach sie in Friedhöfe eindringen, Leichen ausgraben und fressen. Aus diesen Gründen werden sie häufig verfolgt und mit Giftködern, Schusswaffen oder Fallen zur Strecke gebracht. Ein weiterer Grund für die Bejagung sind die Heilkräfte, die verschiedenen Körperteilen der Hyänen zugeschrieben werden. Die Tuareg haben zumindest bis in die 1940er-Jahre Streifenhyänen gemästet und gegessen, eine Praxis, die auch aus dem Alten Ägypten bekannt ist. Weitere Bedrohungen sind die Zerstörung ihres Lebensraumes sowie der Rückgang an Beutetieren durch menschliche Einflussnahme. Eine Gefährdung stellt der Automobilverkehr dar. Diese Gefahr wird dadurch gesteigert, dass Hyänen häufig direkt auf der Straße die Kadaver von überfahrenen Tieren fressen und dabei unvorsichtig gegenüber nachkommenden Fahrzeugen sind.
Mit Ausnahme des Erdwolfs gehen die Bestände aller Hyänenarten zurück. Bei den Erdwölfen sorgt die großflächige Weidewirtschaft eher für eine Vermehrung ihrer bevorzugten Termitengattung, was sich positiv auf die Gesamtbestände auswirkt. Schätzungen über die Gesamtpopulation der verschiedenen Hyänenarten belaufen sich auf 27.000–47.000 Tüpfelhyänen, 5000–8000 Schabrackenhyänen, 5000–14.000 Streifenhyänen sowie zumindest mehrere tausend Erdwölfe. Die IUCN listet die Streifen- und die Schabrackenhyäne als „gering gefährdet“ (near threatened) und den Erdwolf und die Tüpfelhyäne als „nicht gefährdet“ (least concern).

## Systematik und Stammesgeschichte

### Äußere Systematik

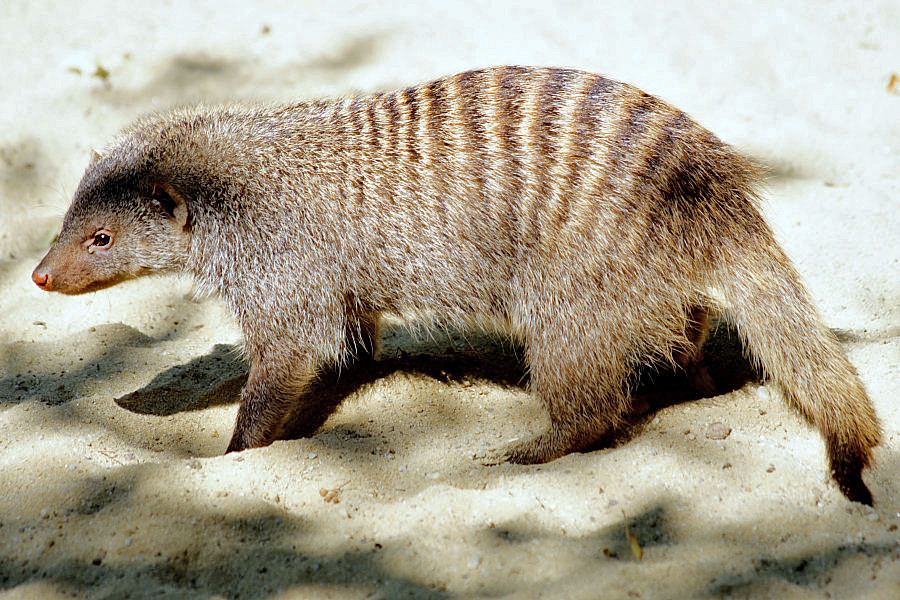
Mangusten – hier eine Zebramanguste – und Madagassische Raubtiere sind die nächsten lebenden Verwandten der Hyänen

Die Hyänen werden innerhalb der Raubtiere trotz ihres hundeähnlichen Äußeren in die Katzenartigen eingeordnet, was durch Schädelmerkmale, insbesondere den Bau der Paukenhöhle, abgesichert ist. Die Beziehungen zu den anderen Katzenartigen waren lange Zeit ungeklärt, man hielt Hyänen für nahe Verwandte der Katzen, der Mangusten oder für einen eigenständigen frühen Seitenzweig der Katzenartigen. Durch molekulare Untersuchungen wurde festgestellt, dass das Schwestertaxon der Hyänen eine gemeinsame Klade aus Mangusten und Madagassischen Raubtieren ist. Die Position der Hyänen innerhalb der Katzenartigen ist in folgendem Kladogramm wiedergegeben:
|  | \| \| Mangusten (Herpestidae) \| \| \| \| \| \| Madagassische Raubtiere (Eupleridae) \| \| \| \| |
|  |                                                                                                  |
|  | Hyänen (Hyaenidae)                                                                               |
|  |                                                                                                  |
|  | Mangusten (Herpestidae)                                                                          |
|  |                                                                                                  |
|  | Madagassische Raubtiere (Eupleridae)                                                             |
|  |                                                                                                  |

|  | Mangusten (Herpestidae)              |
|  |                                      |
|  | Madagassische Raubtiere (Eupleridae) |
|  |                                      |

|  | \| \| Mangusten (Herpestidae) \| \| \| \| \| \| Madagassische Raubtiere (Eupleridae) \| \| \| \| |
|  |                                                                                                  |
|  | Hyänen (Hyaenidae)                                                                               |
|  |                                                                                                  |
|  | Mangusten (Herpestidae)                                                                          |
|  |                                                                                                  |
|  | Madagassische Raubtiere (Eupleridae)                                                             |
|  |                                                                                                  |

|  | Mangusten (Herpestidae)              |
|  |                                      |
|  | Madagassische Raubtiere (Eupleridae) |
|  |                                      |

|  | Katzen (Felidae)          |
|  |                           |
|  | Linsangs (Prionodontidae) |
|  |                           |

|  | \| \| Mangusten (Herpestidae) \| \| \| \| \| \| Madagassische Raubtiere (Eupleridae) \| \| \| \| |
|  |                                                                                                  |
|  | Hyänen (Hyaenidae)                                                                               |
|  |                                                                                                  |
|  | Mangusten (Herpestidae)                                                                          |
|  |                                                                                                  |
|  | Madagassische Raubtiere (Eupleridae)                                                             |
|  |                                                                                                  |

|  | Mangusten (Herpestidae)              |
|  |                                      |
|  | Madagassische Raubtiere (Eupleridae) |
|  |                                      |

|  | \| \| Mangusten (Herpestidae) \| \| \| \| \| \| Madagassische Raubtiere (Eupleridae) \| \| \| \| |
|  |                                                                                                  |
|  | Hyänen (Hyaenidae)                                                                               |
|  |                                                                                                  |
|  | Mangusten (Herpestidae)                                                                          |
|  |                                                                                                  |
|  | Madagassische Raubtiere (Eupleridae)                                                             |
|  |                                                                                                  |

|  | Mangusten (Herpestidae)              |
|  |                                      |
|  | Madagassische Raubtiere (Eupleridae) |
|  |                                      |

|  | Katzen (Felidae)          |
|  |                           |
|  | Linsangs (Prionodontidae) |
|  |                           |

|  | \| \| Mangusten (Herpestidae) \| \| \| \| \| \| Madagassische Raubtiere (Eupleridae) \| \| \| \| |
|  |                                                                                                  |
|  | Hyänen (Hyaenidae)                                                                               |
|  |                                                                                                  |
|  | Mangusten (Herpestidae)                                                                          |
|  |                                                                                                  |
|  | Madagassische Raubtiere (Eupleridae)                                                             |
|  |                                                                                                  |

|  | Mangusten (Herpestidae)              |
|  |                                      |
|  | Madagassische Raubtiere (Eupleridae) |
|  |                                      |

|  | \| \| Mangusten (Herpestidae) \| \| \| \| \| \| Madagassische Raubtiere (Eupleridae) \| \| \| \| |
|  |                                                                                                  |
|  | Hyänen (Hyaenidae)                                                                               |
|  |                                                                                                  |
|  | Mangusten (Herpestidae)                                                                          |
|  |                                                                                                  |
|  | Madagassische Raubtiere (Eupleridae)                                                             |
|  |                                                                                                  |

|  | Mangusten (Herpestidae)              |
|  |                                      |
|  | Madagassische Raubtiere (Eupleridae) |
|  |                                      |

|  | Katzen (Felidae)          |
|  |                           |
|  | Linsangs (Prionodontidae) |
|  |                           |

|  | \| \| Mangusten (Herpestidae) \| \| \| \| \| \| Madagassische Raubtiere (Eupleridae) \| \| \| \| |
|  |                                                                                                  |
|  | Hyänen (Hyaenidae)                                                                               |
|  |                                                                                                  |
|  | Mangusten (Herpestidae)                                                                          |
|  |                                                                                                  |
|  | Madagassische Raubtiere (Eupleridae)                                                             |
|  |                                                                                                  |

|  | Mangusten (Herpestidae)              |
|  |                                      |
|  | Madagassische Raubtiere (Eupleridae) |
|  |                                      |

|  | \| \| Mangusten (Herpestidae) \| \| \| \| \| \| Madagassische Raubtiere (Eupleridae) \| \| \| \| |
|  |                                                                                                  |
|  | Hyänen (Hyaenidae)                                                                               |
|  |                                                                                                  |
|  | Mangusten (Herpestidae)                                                                          |
|  |                                                                                                  |
|  | Madagassische Raubtiere (Eupleridae)                                                             |
|  |                                                                                                  |

|  | Mangusten (Herpestidae)              |
|  |                                      |
|  | Madagassische Raubtiere (Eupleridae) |
|  |                                      |

|  | Katzen (Felidae)          |
|  |                           |
|  | Linsangs (Prionodontidae) |
|  |                           |

|  | \| \| Mangusten (Herpestidae) \| \| \| \| \| \| Madagassische Raubtiere (Eupleridae) \| \| \| \| |
|  |                                                                                                  |
|  | Hyänen (Hyaenidae)                                                                               |
|  |                                                                                                  |
|  | Mangusten (Herpestidae)                                                                          |
|  |                                                                                                  |
|  | Madagassische Raubtiere (Eupleridae)                                                             |
|  |                                                                                                  |

|  | Mangusten (Herpestidae)              |
|  |                                      |
|  | Madagassische Raubtiere (Eupleridae) |
|  |                                      |

|  | \| \| Mangusten (Herpestidae) \| \| \| \| \| \| Madagassische Raubtiere (Eupleridae) \| \| \| \| |
|  |                                                                                                  |
|  | Hyänen (Hyaenidae)                                                                               |
|  |                                                                                                  |
|  | Mangusten (Herpestidae)                                                                          |
|  |                                                                                                  |
|  | Madagassische Raubtiere (Eupleridae)                                                             |
|  |                                                                                                  |

|  | Mangusten (Herpestidae)              |
|  |                                      |
|  | Madagassische Raubtiere (Eupleridae) |
|  |                                      |

|  | Katzen (Felidae)          |
|  |                           |
|  | Linsangs (Prionodontidae) |
|  |                           |

|  | \| \| Mangusten (Herpestidae) \| \| \| \| \| \| Madagassische Raubtiere (Eupleridae) \| \| \| \| |
|  |                                                                                                  |
|  | Hyänen (Hyaenidae)                                                                               |
|  |                                                                                                  |
|  | Mangusten (Herpestidae)                                                                          |
|  |                                                                                                  |
|  | Madagassische Raubtiere (Eupleridae)                                                             |
|  |                                                                                                  |

|  | Mangusten (Herpestidae)              |
|  |                                      |
|  | Madagassische Raubtiere (Eupleridae) |
|  |                                      |

|  | \| \| Mangusten (Herpestidae) \| \| \| \| \| \| Madagassische Raubtiere (Eupleridae) \| \| \| \| |
|  |                                                                                                  |
|  | Hyänen (Hyaenidae)                                                                               |
|  |                                                                                                  |
|  | Mangusten (Herpestidae)                                                                          |
|  |                                                                                                  |
|  | Madagassische Raubtiere (Eupleridae)                                                             |
|  |                                                                                                  |

|  | Mangusten (Herpestidae)              |
|  |                                      |
|  | Madagassische Raubtiere (Eupleridae) |
|  |                                      |

|  | Katzen (Felidae)          |
|  |                           |
|  | Linsangs (Prionodontidae) |
|  |                           |

|  | \| \| Mangusten (Herpestidae) \| \| \| \| \| \| Madagassische Raubtiere (Eupleridae) \| \| \| \| |
|  |                                                                                                  |
|  | Hyänen (Hyaenidae)                                                                               |
|  |                                                                                                  |
|  | Mangusten (Herpestidae)                                                                          |
|  |                                                                                                  |
|  | Madagassische Raubtiere (Eupleridae)                                                             |
|  |                                                                                                  |

|  | Mangusten (Herpestidae)              |
|  |                                      |
|  | Madagassische Raubtiere (Eupleridae) |
|  |                                      |

|  | \| \| Mangusten (Herpestidae) \| \| \| \| \| \| Madagassische Raubtiere (Eupleridae) \| \| \| \| |
|  |                                                                                                  |
|  | Hyänen (Hyaenidae)                                                                               |
|  |                                                                                                  |
|  | Mangusten (Herpestidae)                                                                          |
|  |                                                                                                  |
|  | Madagassische Raubtiere (Eupleridae)                                                             |
|  |                                                                                                  |

|  | Mangusten (Herpestidae)              |
|  |                                      |
|  | Madagassische Raubtiere (Eupleridae) |
|  |                                      |

|  | Katzen (Felidae)          |
|  |                           |
|  | Linsangs (Prionodontidae) |
|  |                           |

|  | \| \| Mangusten (Herpestidae) \| \| \| \| \| \| Madagassische Raubtiere (Eupleridae) \| \| \| \| |
|  |                                                                                                  |
|  | Hyänen (Hyaenidae)                                                                               |
|  |                                                                                                  |
|  | Mangusten (Herpestidae)                                                                          |
|  |                                                                                                  |
|  | Madagassische Raubtiere (Eupleridae)                                                             |
|  |                                                                                                  |

|  | Mangusten (Herpestidae)              |
|  |                                      |
|  | Madagassische Raubtiere (Eupleridae) |
|  |                                      |

|  | \| \| Mangusten (Herpestidae) \| \| \| \| \| \| Madagassische Raubtiere (Eupleridae) \| \| \| \| |
|  |                                                                                                  |
|  | Hyänen (Hyaenidae)                                                                               |
|  |                                                                                                  |
|  | Mangusten (Herpestidae)                                                                          |
|  |                                                                                                  |
|  | Madagassische Raubtiere (Eupleridae)                                                             |
|  |                                                                                                  |

|  | Mangusten (Herpestidae)              |
|  |                                      |
|  | Madagassische Raubtiere (Eupleridae) |
|  |                                      |

|  | Katzen (Felidae)          |
|  |                           |
|  | Linsangs (Prionodontidae) |
|  |                           |

Die Entwicklungslinien zwischen den Hyänen einerseits und den Mangusten und Madagassischen Raubtieren andererseits haben sich vor rund 29,2 Millionen Jahren getrennt.

### Innere Systematik der heutigen Hyänen
Es gibt vier rezente Hyänenarten:

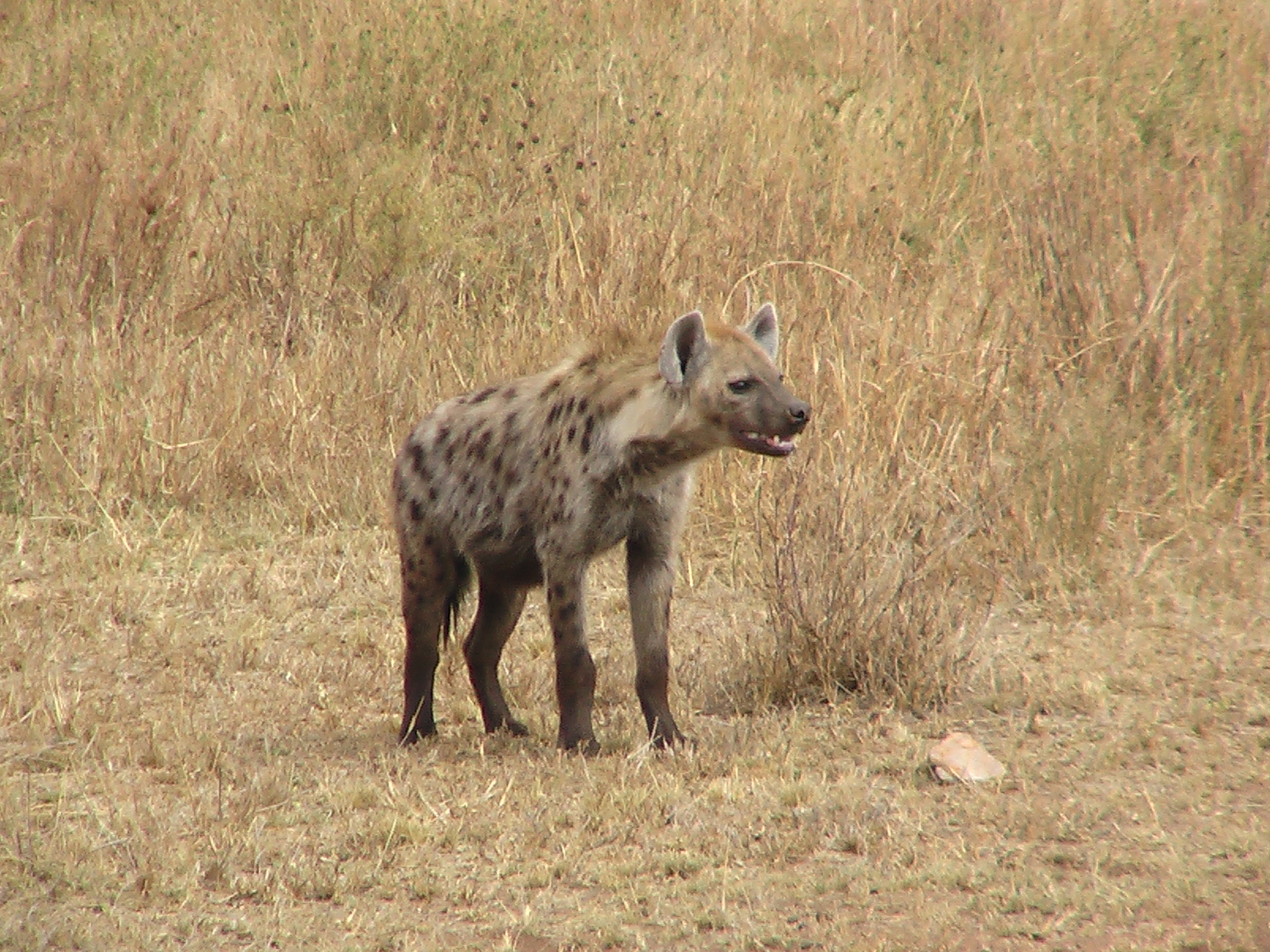
Die Tüpfelhyäne ist das Schwestertaxon einer gemeinsamen Klade aus Streifen- und Schabrackenhyäne

- Streifenhyäne (Hyaena hyaena (Linnaeus, 1758))
- Schabrackenhyäne (Parahyaena brunnea (Thunberg, 1820); teilweise auch Hyaena brunnea)
- Tüpfelhyäne (Crocuta crocuta (Erxleben, 1777))
- Erdwolf (Proteles cristatus (Sparrman, 1783))

Diese vier Arten werden in zwei Unterfamilien aufgeteilt, einerseits die Protelinae mit dem Erdwolf, andererseits die Hyaeninae (Eigentliche Hyänen) mit den anderen drei Arten. Manche Systematiken halten die Unterschiede in Körperbau und Lebensweise zwischen dem Erdwolf und den Eigentlichen Hyänen für so groß, dass sie den Erdwolf in eine eigene Familie, die Protelidae, stellen. Diese Aufteilung wird von jüngeren taxonomischen Veröffentlichungen aber nicht durchgeführt. Molekulare Untersuchungen haben die Monophylie, das heißt der Abstammung von einer gemeinsamen Stammform, sowohl der Hyänen als auch der Eigentlichen Hyänen bestätigt. Demnach ist der Erdwolf das Schwestertaxon der Eigentlichen Hyänen und die Tüpfelhyäne ist das Schwestertaxon einer gemeinsamen Klade aus Streifen- und Schabrackenhyäne. Das wird in folgendem Kladogramm deutlich:
|      | Tüpfelhyäne (Crocuta crocuta)                                                                           |
|      | |
| N.N. | \| \| Streifenhyäne (Hyaena hyaena) \| \| \| \| \| \| Schabrackenhyäne (Parahyaena brunnea) \| \| \| \| |
|      | \| \| Streifenhyäne (Hyaena hyaena) \| \| \| \| \| \| Schabrackenhyäne (Parahyaena brunnea) \| \| \| \| |
|      | Streifenhyäne (Hyaena hyaena)                                                                           |
|      | |
|      | Schabrackenhyäne (Parahyaena brunnea)                                                                   |
|      | |

|  | Streifenhyäne (Hyaena hyaena)         |
|  |                                       |
|  | Schabrackenhyäne (Parahyaena brunnea) |
|  |                                       |

|      | Tüpfelhyäne (Crocuta crocuta)                                                                           |
|      | |
| N.N. | \| \| Streifenhyäne (Hyaena hyaena) \| \| \| \| \| \| Schabrackenhyäne (Parahyaena brunnea) \| \| \| \| |
|      | \| \| Streifenhyäne (Hyaena hyaena) \| \| \| \| \| \| Schabrackenhyäne (Parahyaena brunnea) \| \| \| \| |
|      | Streifenhyäne (Hyaena hyaena)                                                                           |
|      | |
|      | Schabrackenhyäne (Parahyaena brunnea)                                                                   |
|      | |

|  | Streifenhyäne (Hyaena hyaena)         |
|  |                                       |
|  | Schabrackenhyäne (Parahyaena brunnea) |
|  |                                       |

Die Entwicklungslinien zwischen dem Erdwolf und den Eigentlichen Hyänen haben sich vor rund 10,6 Millionen Jahren getrennt, die zwischen der Tüpfelhyäne und der Streifen- und Schabrackenhyäne vor rund 8,6 Millionen Jahren. Die Aufspaltung zwischen Streifen- und Schabrackenhyänen geschah vor rund 4,2 Millionen Jahren.

### Überblick über die rezenten und fossilen Gattungen der Hyänen
Die unten stehende Liste der fossilen und rezenten Hyänengattungen folgt bei den ausgestorbenen Vertretern weitgehend der Klassifizierung von Werdelin und Solounias (1991) sowie McKenna und Bell (1997). Die heutigen Gattungen wurden durch Wozencraft (2005) in Wilson und Reeders Mammal Species of the World ergänzt. Im Gegensatz zur Klassifizierung von McKenna und Bell werden die Percrucotiden jedoch nicht mit aufgeführt, sondern als eigene Familie aufgefasst. Die ausgestorbenen afrikanischen Formen erhielten im Jahr 2010 durch Werdelin und Peigné eine ausführliche Überarbeitung, auch wurden weitere Studien berücksichtigt:
- Familie Hyaenidae Gray, 1821

- † Tongxinictis Werdelin & Solounias, 1991 (Mittleres Miozän von Asien)
- † Belbus Werdelin & Solounias, 1991 (Oberes Miozän von Griechenland)
- † Allohyaena Kretzoi, 1938 (Oberes Miozän Europas)
- † Protoviverrops de Beaumont & Mein, 1972 (Unteres Miozän Europas)

- † Unterfamilie Ictitheriinae Trouessart, 1897

- † Ictitherium Roth & Wagner, 1854 (=Galeotherium; einschließlich Lepthyaena, Sinictitherium, Paraictitherium; Mittleres Miozän Afrikas, Oberes Miozän bis Unteres Pliozän Eurasiens)
- † Thalassictis Nordmann, 1950 (einschließlich Palhyaena, Miohyaena, Hyaenalopex; mittleres bis Oberes Miozän Asiens, Oberes Miozän Europas)
- † Hyaenictitherium Zdansky, 1924 (Oberes Miozän und Unteres Pliozän Nord- und Ostafrikas)
- † Hyaenotherium Semenov, 1989  (Oberes Miozän (bis Unteres Pliozän?) Eurasiens)
- † Miohyaenotherium Semenov, 1989  (Oberes Miozän Europas)
- † Lycyaena Hensel, 1863  (Oberes Miozän Eurasiens)
- † Lycyaenops Kretzoi, 1938 (Mittleres Miozän Nordafrikas)
- † Tungurictis Colbert, 1939 (Mittleres Miozän Asiens, möglicherweise auch Afrikas und Europas)
- † Protictitherium Kretzoi, 1938 (Mittleres Miozän Afrikas, Mittleres Miozän Asiens, Mittleres bis Oberes  Miozän Europas)

- Unterfamilie Hyaeninae Gray, 1821

- † Palinhyaena Qiu, Huang & Guo, 1979  (Oberes Miozän Asiens)
- † Ikelohyaena Werdelin & Solounias, 1991  (Unteres Pliozän Afrikas)
- Hyaena Brisson, 1762 (=Euhyaena, Hyena, Pliohyaena, Anomalopithecus; frühes Pliozän (möglicherweise Mittleres Miozän) bis heute in Afrika, Oberes Pliozän (möglicherweise Unteres Miozän) bis Spätpleistozän Europas, Oberes Pliozän bis heute in Asien)
- Parahyaena Hendey, 1974 (vom Unteren Pliozän fossil im östlichen und südlichen Afrika bis heute)
- † Pliocrocuta Kretzoi, 1938 (Pliozän Eurasiens und Nordafrikas)
- † Hyaenictis Gaudry, 1861 (Oberes Miozän Asiens?, Oberes Miozän Europas, Unteres Pliozän (möglicherweise auch Unteres Pleistozän) Afrikas)
- † Leecyaena Young & Liu, 1948 (Oberes, möglicherweise auch Unteres Miozän Asiens)
- † Chasmaporthetes Hay, 1921 (= Ailuriaena; einschließlich Euryboas; Oberes Miozän bis Unteres Pleistozän Eurasiens, Unteres Pliozän bis Oberes Pliozän oder Unteres Pleistozän Afrikas, Oberes Pliozän bis frühes Pleistozän Nordamerikas)
- † Pachycrocuta Kretzoi, 1938 (Pliozän und Pleistozän Eurasiens und Afrikas)
- † Adcrocuta Kretzoi, 1938 (Oberes Miozän Eurasiens)
- Crocuta Kaup, 1828 (=Crocotta; einschließlich Eucrocuta; Oberes Pliozän bis heute in Afrika, Oberes Pliozän bis Oberes Pleistozän in Eurasien)

- Unterfamilie Protelinae Flower, 1869

- † Mesoviverrops de Beaumont & Mein, 1972 (einschließlich Jourdanictis; Mittleres Miozän Europas)
- † Plioviverrops Kretzoi, 1938 (Oberes Miozän bis Unteres Pliozän Europas)
- † Gansuyaena Galiano, Solounias, Wang, Qiu & White, 2021 (Mittleres und Oberes Miozän Asiens)
- Proteles I. Geoffroy St.-Hillaire, 1824 (=Geocyon; Pleistozän bis heute in Afrika)

### Stammesgeschichte

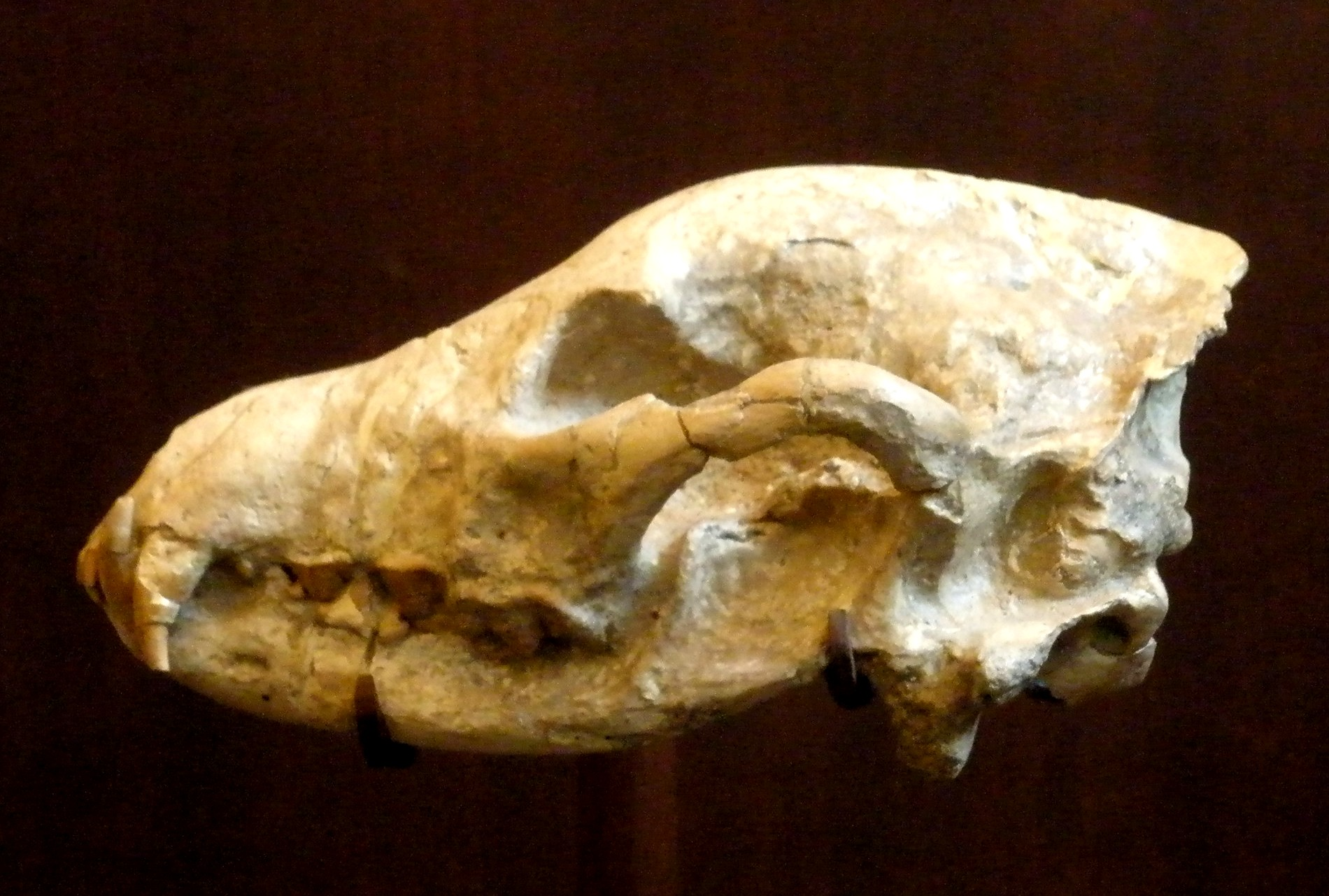
Schädel der frühen Hyäne Ictitherium viverrinum im American Museum of Natural History in New York

Die Hyänen traten erstmals im Miozän Europas vor etwa 17 Millionen Jahren auf und brachten im Verlauf ihrer Stammesgeschichte etwa 70 Arten hervor, von denen vier noch heute leben. Als älteste Gattungen gelten Protictitherium, Tungurictis und Plioviverrops aus dem Unteren und Mittleren Miozän. Diese frühen Hyänen waren deutlich kleiner als die heutigen Arten und erreichten etwa die Ausmaße eines Fuchses. Protictitherium glich äußerlich eher einer Schleichkatze und war vermutlich ein teilweise auf Bäumen lebender Insekten- oder Allesfresser. Plioviverrops war dagegen eher bodenorientiert und glich einer Manguste. Beide Gattungen dürften ihren Ursprung in Westeuropa gehabt haben und waren seit dem Mittleren Miozän in Europa und Westasien verbreitet. Am Ende des Mittleren Miozäns erschien mit Thalassictis zusätzlich eine etwas größere Gattung in Europa. Thalassictis wog etwa 20–30 kg und hatte ein hundeartiges Gebiss. Tungurictis war hingegen zu jener Zeit in Ostasien verbreitet und besaß im Vergleich zu seinen westeurasischen Verwandten deutlichere hypercarnivore Eigenschaften. Möglicherweise ist Tungurictis aus einer im Mittleren Miozän erfolgten, ostwärts gerichteten Expansion der frühen Hyänen hervorgegangen. Die unterschiedlichen Anpassungen an Fleischnahrung können darüber hinaus ein Ausdruck abweichender paläoökologischer Verhältnisse zwischen dem westlichen und östlichen Eurasien sein. Demnach lebte Tungurictis eher in offenen Landschaften, worauf auch sein stärker entwickelter Zehengang hinweist. Ähnlich abweichende Spezialisierungen sind bei Ictitherium und Hyaenictitherium belegt, die im Oberen Miozän im östlichen Mittelmeergebiet auftraten. Für beide, zwischen 10 und 30 kg schweren Vertreter ergeben sich sowohl in der Schädel- als auch Zahnmorphologie und daraus resultierenden biomechanischen Eigenschaften, etwa der Beißkraft, stärkere Ähnlichkeiten zum heutigen Kojoten, dessen ökologische Nische sie wohl einnahmen. Da sich die beiden Fossilformen in den Gliedmaßenproportionen unterscheiden, nutzten sie allerdings unterschiedliche Landschaftsräume. Für Ictitherium wird eine deutlicher allesfressende Ernährung angenommen, wofür etwa die recht großen Backenzähne sprechen. Eine weitere Form, Hyaenotherium, die wie Ictitherium in Westasien entstanden sein dürfte, glich dagegen sehr stark Thalassictis, war aber noch größer. Zur gleichen Zeit weitete Protictitherium sein Verbreitungsgebiet noch aus und erreichte Nordafrika.

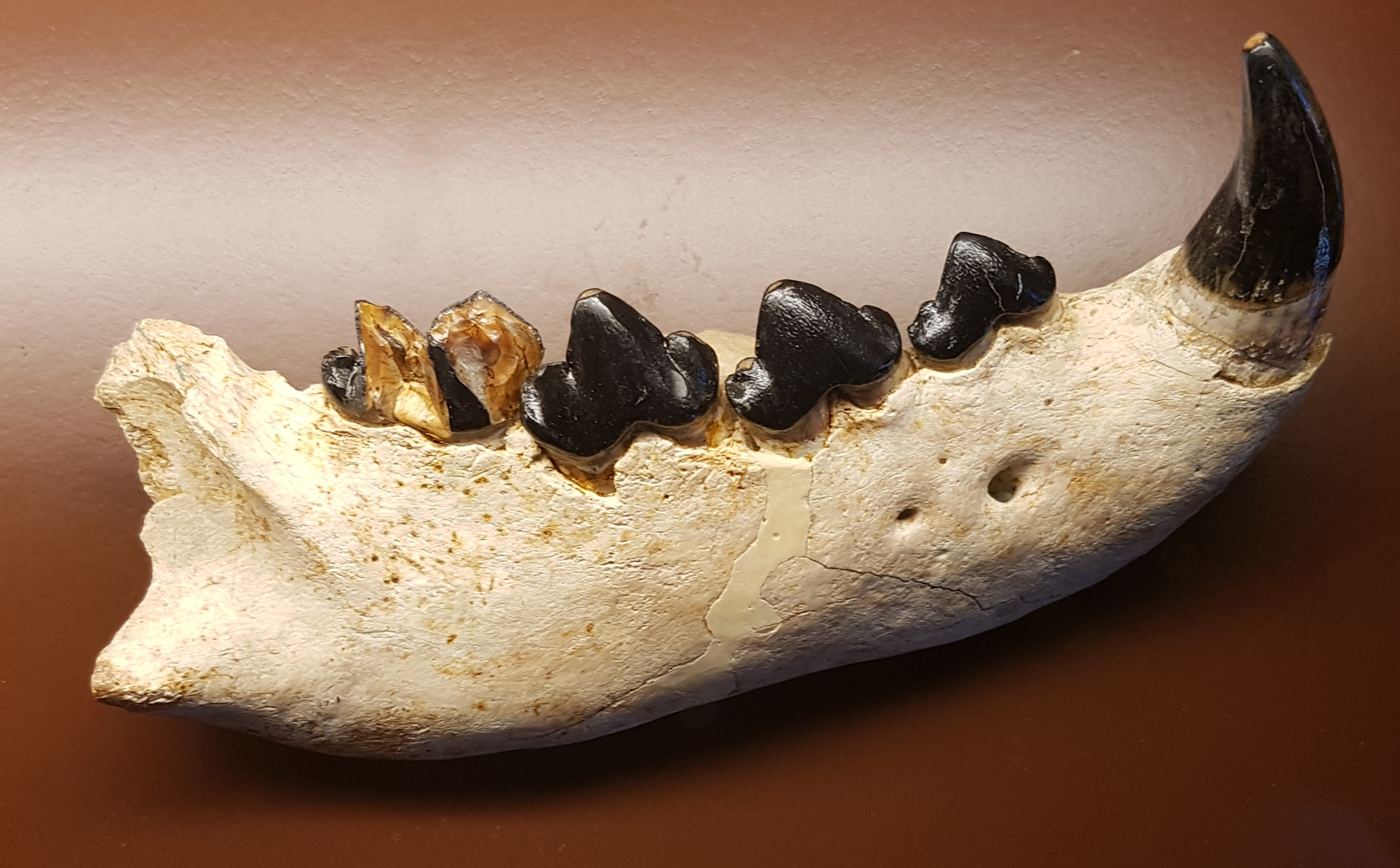
Unterkiefer von Lycyaena

Die ersten Hyänen waren demnach keine spezialisierten Aasfresser, ihre Gebisse waren nicht dafür ausgelegt, größere Knochen zu zerbeißen. Dennoch gab es bereits im Mittleren Miozän große Raubtiere, die ähnlich aussahen wie moderne Hyänen und vermutlich auch deren ökologische Nische besetzten, allerdings nicht zu den Hyänen zählen. Verschiedene hyänenähnliche Tiere der Gattungen Percrocuta und Dinocrocuta, die früher zu den Hyänen gerechnet wurden, werden heute als eine gesonderte Raubtierfamilie Percrocutidae angesehen. Insbesondere im Schädelbau ähnelten diese Räuber den Hyänen stark. Die riesige, möglicherweise bis zu 380 kg schwere, Dinocrocuta aus dem späten Miozän hatte bereits ein weit entwickeltes Brechscherengebiss zum Knacken von Knochen, wie es von verschiedenen Hyänen bekannt ist. Konkurrenz erhielten die Percrocutidae im Oberen Miozän mit dem Erscheinen von Adcrocuta, einer vergleichsweise großen Hyänengattung mit bis zu 70 kg Körpergewicht und einem auf das Zerkleinern von Knochen spezialisierten Zahnapparat. Das Auftreten dieser großen, knochenknackenden Hyänen dürfte den Niedergang der Percrucotidae am Ende des Miozän eingeleitet haben. Ein anderer Zweig der Hyänen brachte zur gleichen Zeit relativ große, hundeähnliche Hyänen hervor, die auf schnelles, ausdauerndes Laufen ausgerichtet waren. Ein früher Vertreter dieser Gruppe war Hyaenictis. Ein weiterer war Lycyaena.
Hyaenictis überlebte in Afrika zusammen mit der hundeähnlichen Form Hyaenictitherium bis in das Untere Pliozän, verschwand aber kurz darauf. Die meisten dieser hundeähnlichen Hyänen wurden am Übergang des Miozän ins Pliozän von Vertretern der Hunde (Canidae) abgelöst, die zu dieser Zeit erstmals aus Amerika in die Alte Welt einwanderten. Während sich die Hyänen im Miozän in Eurasien und Afrika entwickelten und mit einer Ausnahme nie den amerikanischen Kontinent erreichten, hatten sich die Hunde zur gleichen Zeit in Nordamerika entwickelt. Die beiden Familien gleichen sich stark in ihrer Entwicklungsgeschichte und brachten jeweils Typen hervor, die als konvergent betrachtet werden können. So gab es unter den frühen Hyänen zahlreiche Formen, die stark an Hunde erinnerten, während im Miozän und Pliozän Nordamerikas an Stelle von knochenknackenden Hyänen aasfressende Hunde der Gattung Osteoborus lebten. Im Gegensatz zu den an schnelles Laufen angepassten Hyänen, die größtenteils von Hunden ersetzt wurden, überlebten die aasfressenden Formen und brachten immer größere Formen hervor. Zu diesen knochenknackenden Hyänen, deren Vorläufer seit dem Pliozän auftauchten, gehörte neben den heutigen Gattungen Crocuta und Hyaena auch Pachycrocuta. Pachycrocuta war die größte Hyäne aller Zeiten und wog um die Hälfte mehr als heutige Tüpfelhyänen. Die Gattung überlebte in Afrika und Eurasien bis ins Pleistozän. Als möglicher Vorfahre der heutigen Streifenhyänen und Schabrackenhyänen wird Ikelohyaena abronia in Betracht gezogen. Eine Gattung der ans Laufen angepassten Formen, Chasmaporthetes, kam noch im Pliozän vor und gelangte sogar über die Beringbrücke nach Amerika. Sie war damit die einzige Hyäne, die jemals die Neue Welt erreichte. Der nördlichste bekannte Fundpunkt der Gattung liegt im Old Crow Basin im Yukon Territory in Kanada, wo unter den rund 50.000 geborgenen Säugetierfunden auch einige Zähne von der Hyänenform stammen. Nach Süden drang sie bis ins mittlere Mexiko vor. Allerdings währte das Auftreten von Chasmaporthetes nicht sehr lange in Nordamerika, da die Gattung dort im Verlauf des Mittelpleistozäns wieder verschwand. Es wird vermutet, dass sie dem Konkurrenzdruck seitens anderer großer Beutegreifer wie etwa des riesigen Kurznasenbären nicht standhalten konnte.
Erdwölfe (Proteles) sind erstmals aus dem frühesten Pleistozän Südafrikas bekannt. Ein naher Verwandter trat mit Gansuyaena bereits im Mittleren und Oberen Miozän Asiens auf. Die kleinwüchsige Forem zeichnete sich wie der heutige Erdwolf durch eine vergrößerte Paukenblase aus. Bedeutendes Material in Form von Schädel- und Gebissteilen stammt unter anderem aus der Region um Lanzhou in der chinesischen Provinz Gansu. Noch im späten Pleistozän kamen Hyänen auch in Europa vor. Die Höhlenhyäne, meist als Unterart der Fleckenhyäne (Crocuta crocuta) betrachtet, war um einiges größer als heutige Tüpfelhyänen und starb erst am Ende der Epoche aus.